# Armandinho
Armando dos Santos meglio conosciuto come Armandinho (São Carlos, 3 giugno 1911 – Santos, 26 maggio 1972) è stato un calciatore brasiliano.

## Carriera
In carriera, Armandinho giocò con numerose squadre brasiliane, in particolare nello Stato di San Paolo, tra esse ci sono il San Paolo e il Santos.
Con la Nazionale brasiliana disputò il Mondiale 1934.

## Palmarès

### Club
- Campionato paulista: 1

San Paolo da Floresta: 1931
- Campionato Baiano: 1

Bahia: 1936